# Hans von Tettenborn (Jurist)
Hans von Tettenborn († 12. Juli 1626 in Sangerhausen) war ein kursächsischer Appellationsrat und Gutsbesitzer in Großwechsungen und Steinsee.

## Leben und Wirken

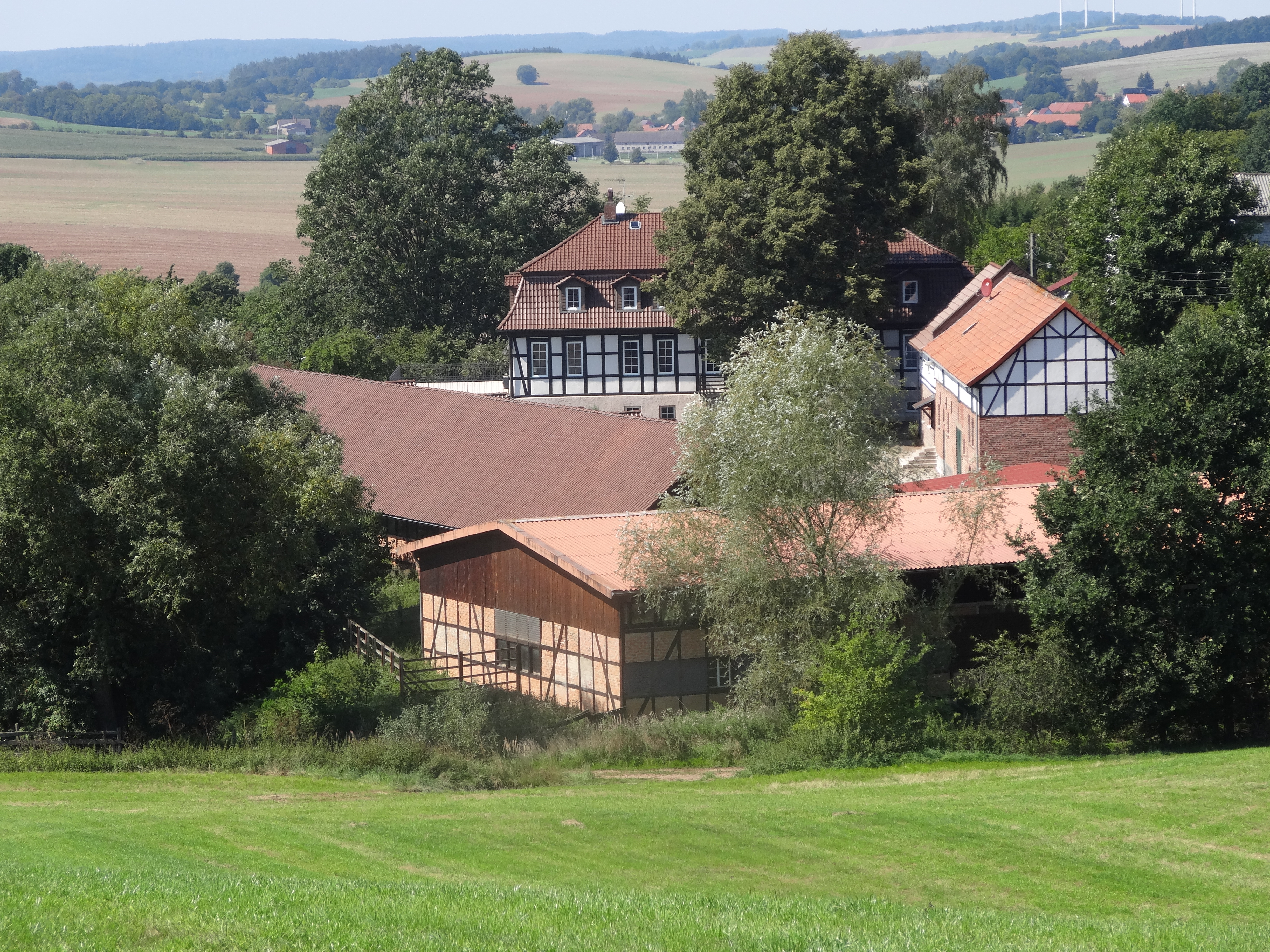
Tettenborn'sches Rittergut Steinsee (heutiger Zustand)

Er stammte aus der thüringischen Adelsfamilie von Tettenborn und war ein Sohn von Bernhard (II) von Tettenborn. Gemeinsam mit seinen zahlreichen Brüdern hatte Hans die väterlichen Besitzungen geerbt. Aus der Erbmasse kaufte er seinen Brüdern das Vorwerk und Gut in Großwechsungen ab, das sich seit 1528 im Familienbesitz befand und zuvor Heinrich von Werna gehört hatte, der es an Bernhard von Tettenborn verkaufte. Das Gut war ein Lehen des Klosters Ilfeld. Nach dem Tod von Michael Neander erhielt Hans von Tettenborn am 9. Oktober 1595 einen Lehnbrief über das Gut in Großwechsungen ausgestellt. Für den Fall seines Todes ohne männliche Nachkommen setzte er seine Brüder als Mitbelehnte ein. Daneben besaß Hans von Tettenborn auch das Rittergut Steinsee.
Auf der Grundlage einer soliden Wirtschaftsführung verfügte er über genügend finanzielle Mittel für das Einschlagen einer Verwaltungslaufbahn im Dienst der Wettiner. Er wurde kursächsischer Appellationsrat, war eine Zeitlang am kursächsischen Appellationsgericht in Dresden tätig und zuletzt als Jurist in der kursächsischen Amts- und Bergstadt Sangerhausen eingesetzt. Hier erlebte er die schwierigen Zeiten nach Ausbruch des Dreißigjährigen Krieges. Als er 1625 als Kommissar gegen die Grafen zu Stolberg in einer Schuldklage aktiv werden sollte, verwahrte sich Graf Wolf Georg zu Stolberg dagegen, denn die Stolberger waren auch Lehnsherren Tettenborns. Im darauffolgenden Jahr starb er.
Er hatte als potentielle Lehnserben drei Söhne: Hans Caspar, Christoph und Otto Bernhard von Tettenborn. Letzterer starb im Erzstift Bremen, so dass lediglich die beiden Ersteren das Erbe des Vaters antraten.